# Torreón Los Canelos
Zona:sur
El Torreón Los Canelos o Torreón de Cantarranas es un monumento histórico localizado en la ciudad de Valdivia, Región de Los Ríos, Chile. Fue proyectado en 1678 por el ingeniero Juan Garland como parte de una red de infraestructura de defensa para contrarrestar el ataque de indígenas en Valdivia; y fue ejecutada por el Gobernador don Joaquín de Espinoza y Dávalos en 1774.
Pertenece al conjunto de monumentos nacionales de Chile desde el año 1926 en virtud del Decreto supremo 744 del 24 de marzo del mismo año; se encuentra en la categoría «Monumentos Históricos».

## Historia

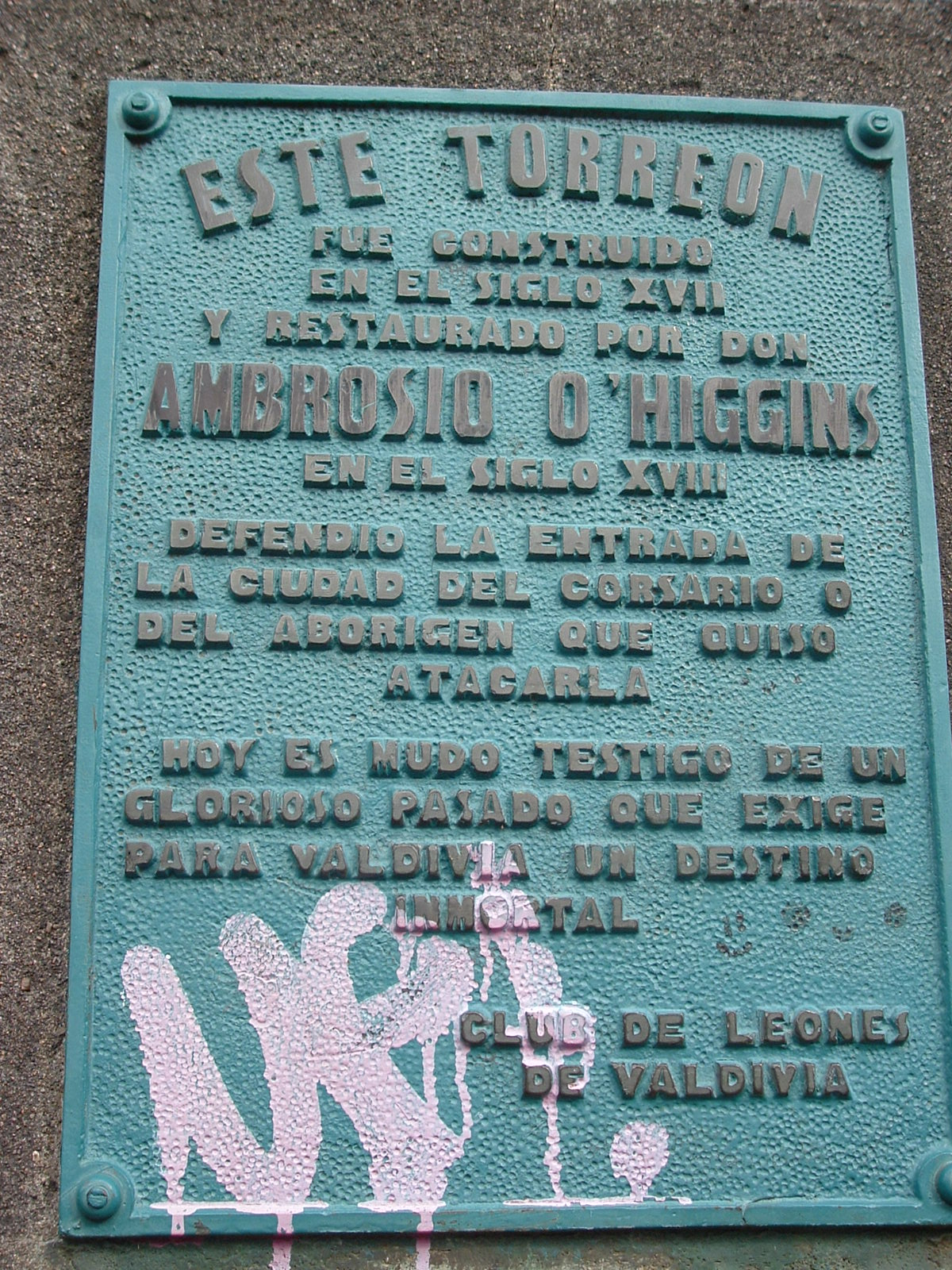
Vista al letrero del Torreón Los Canelos.

Tras la Batalla de Curalaba de 1598, Valdivia fue destruida por la población huilliche en noviembre de 1599. Tras esto, una expedición holandesa comandada por Hendrick Brouwer se alió con los indígenas huilliches del canal de Chacao en contra de los colonizadores españoles de Chiloé, misma estrategia que utilizaron cuando llegaron a la bahía Corral en 1643, aunque finalmente se retiraron de la zona. 
El repoblamiento español comenzó en febrero de 1645, hasta que paulatinamente en 1684 se refundó la ciudad en el sitio original, aunque los alrededores aún eran territorios controlados por el pueblo lafkenche-huilliche. Tanto Valdivia como el Archipiélago de Chiloé representaban los enclaves más australes de la costa del Pacífico, y su importancia estratégica para el Virreinato del Perú generó la necesidad de fortificarlos para evitar el ataque de la población indígena; así, para el caso de Valdivia, el ingeniero Juan Garland proyectó una red de defensa en 1678, donde se incluyó a este torreón.
Luego, su construcción sería ejecutada por el Gobernador don Joaquín de Espinoza y Dávalos en 1774 con muros de 60 cm en su base y 30 cm en su parte superior; junto los del Barro, vino a completar la estructura de fortificaciones de Valdivia.
Actualmente, «los torreones Los Canelos y Picarte son los únicos vestigios que permanecen intactos de la antigua fortificación de Valdivia».